# Place du Marquis de Pombal
La Place du Marquis de Pombal (en portugais Praça Marquês de Pombal) est une place de Lisbonne située entre l'avenue de la Liberté (Avenida da Liberdade) et le parc Eduardo VII (Parque Eduardo VII). Un monument au marquis de Pombal se dresse au centre de la place, inauguré en 1934. Sous la place passe le Tunnel du Marquis (Túnel do Marquês). Ce fut sur cette place qu'eurent lieu les événements décisifs qui menèrent à la proclamation de la République portugaise le 5 octobre 1910.
La place fait hommage à Sebastião José de Carvalho e Melo, marquis de Pombal, homme d'État, qui conduisit le pays vers la période des Lumières, ayant gouverné entre 1750 et 1777. Sa statue est en haut de la colonne, la main posée sur un lion, symbole de pouvoir, les yeux tournés vers le quartier de Baixa, au centre de la ville, que Pombal fit reconstruire après le tremblement de terre de 1755.
La place du Marquis de Pombal est également une place symbolique pour les lisboètes car elle est la place où les supporters du Benfica Lisbonne, du Sporting Portugal et de la Seleção Nacional viennent célébrer les victoires et trophées remportés.
En mai 2014, 500 000 supporters se sont rendus sur la place pour célébrer le 33e titre national du Benfica Lisbonne.
Au nord de la place se trouve le Parc Eduardo VII où se trouve le drapeau national (plus grand drapeau d'Europe) ainsi que le monument de la Révolution des Œillets du 25 avril 1974.

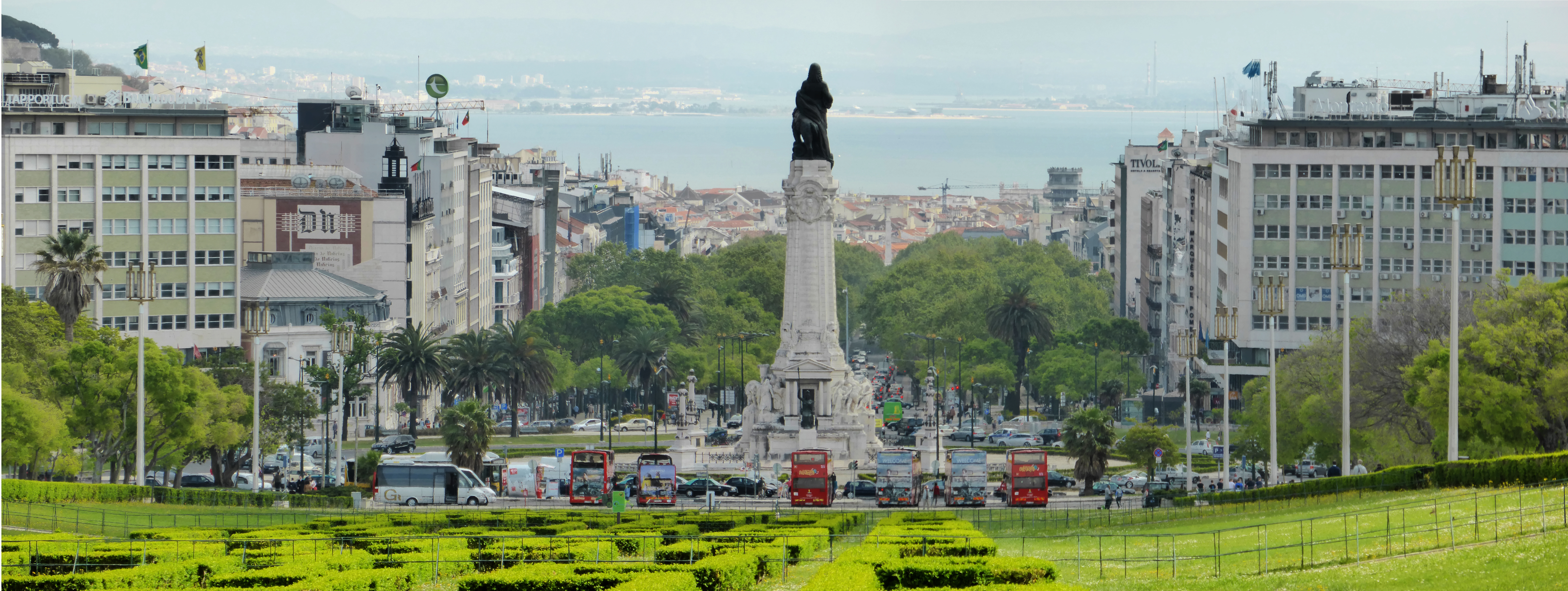
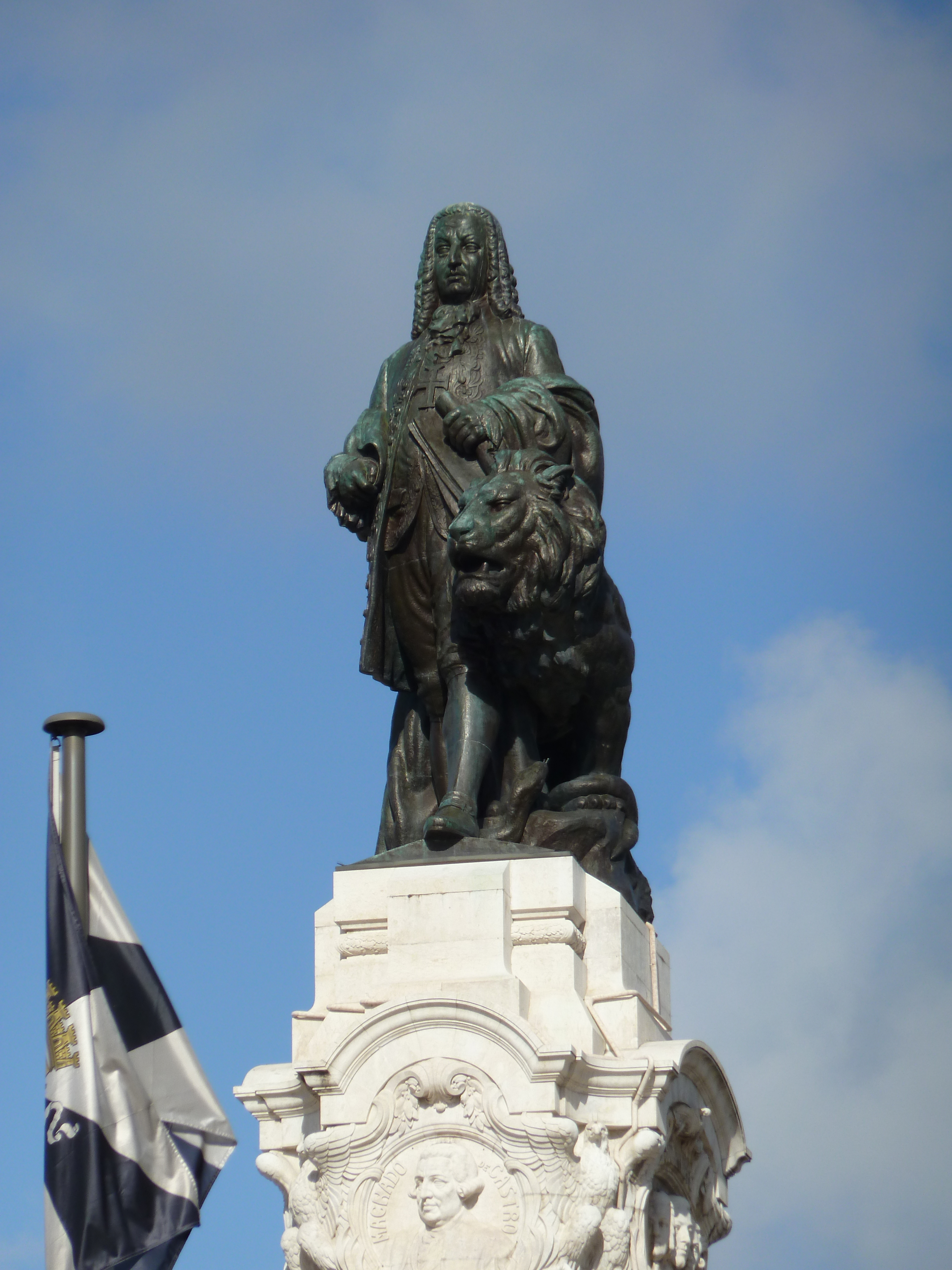
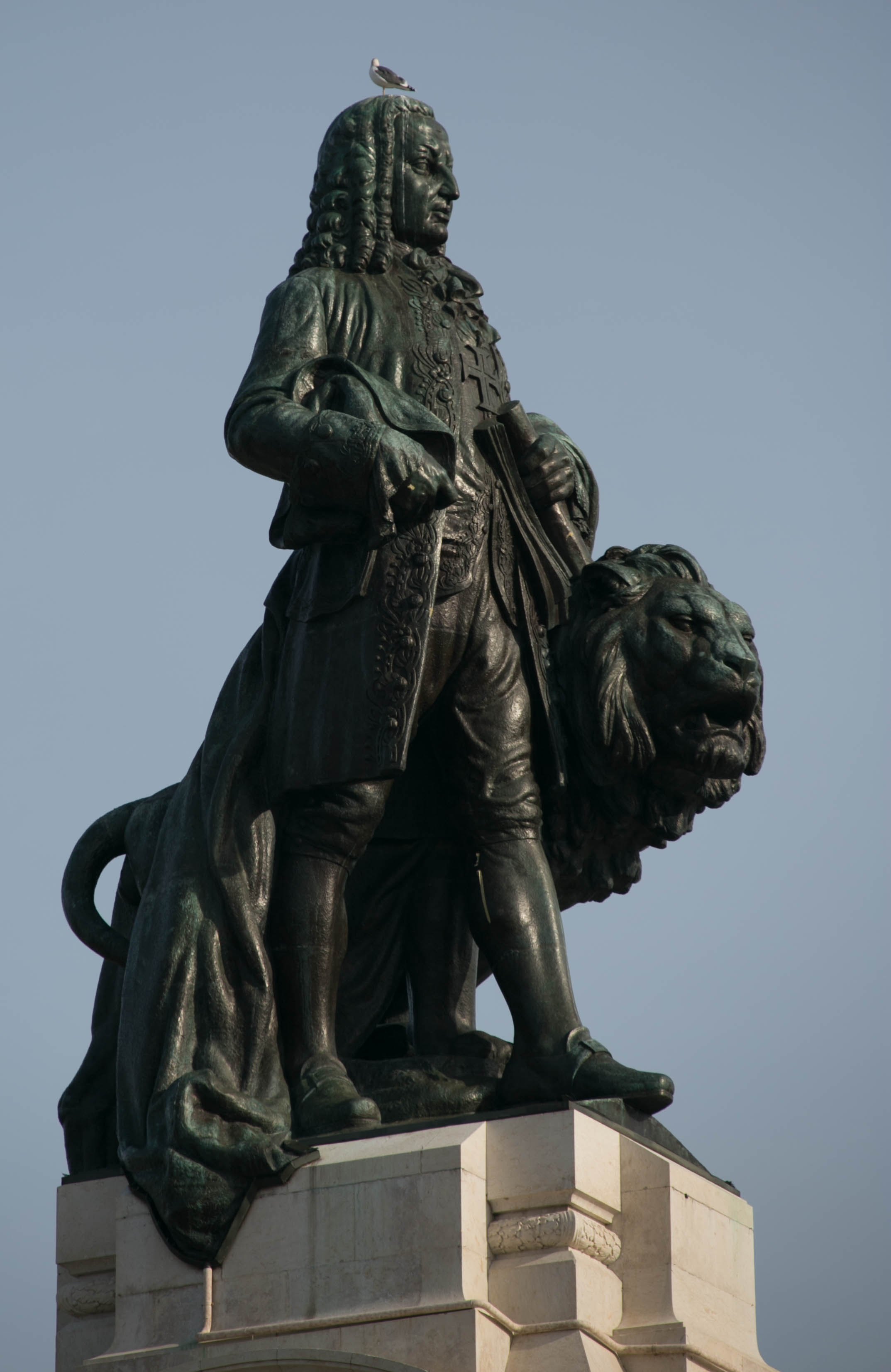
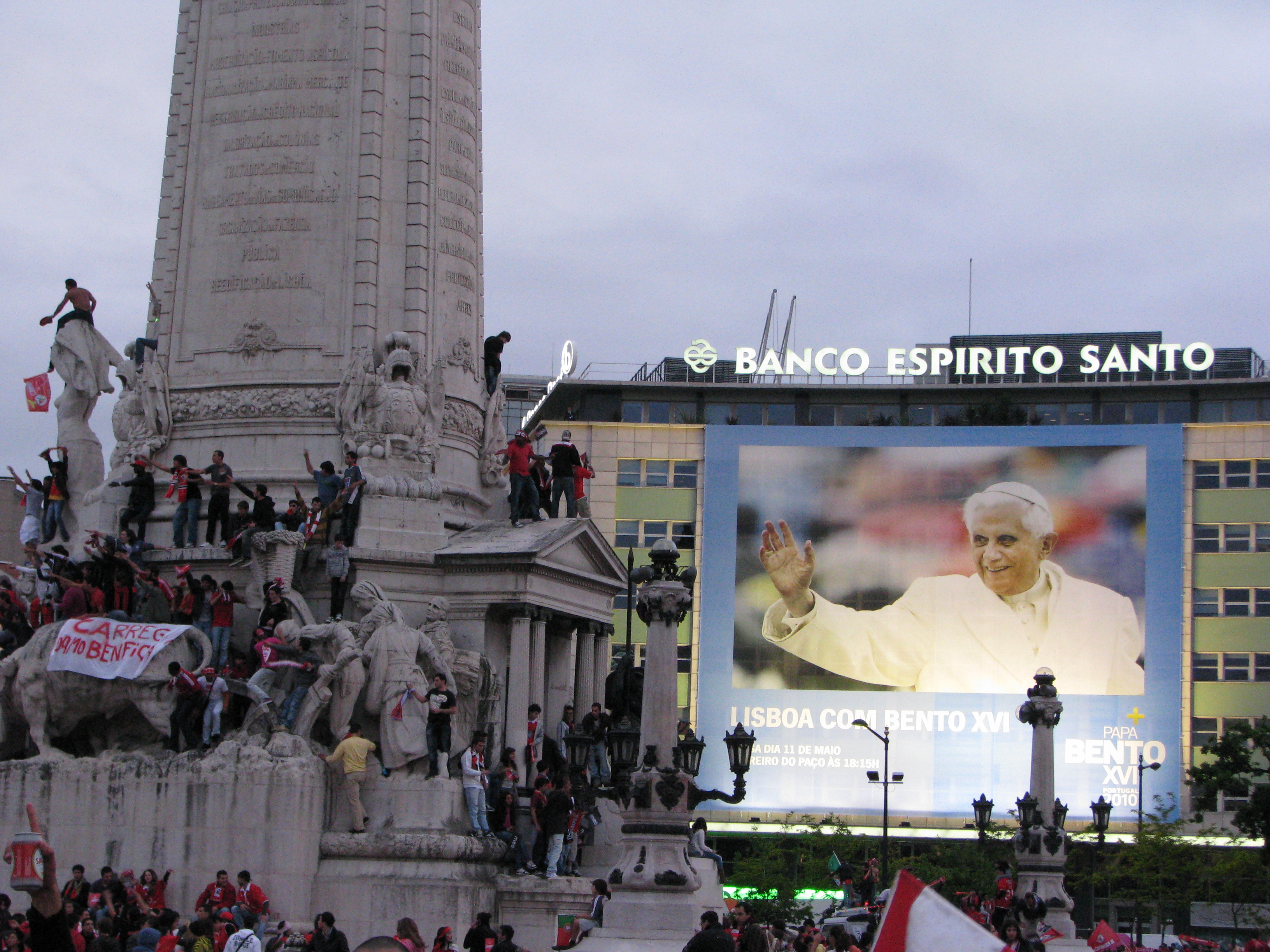
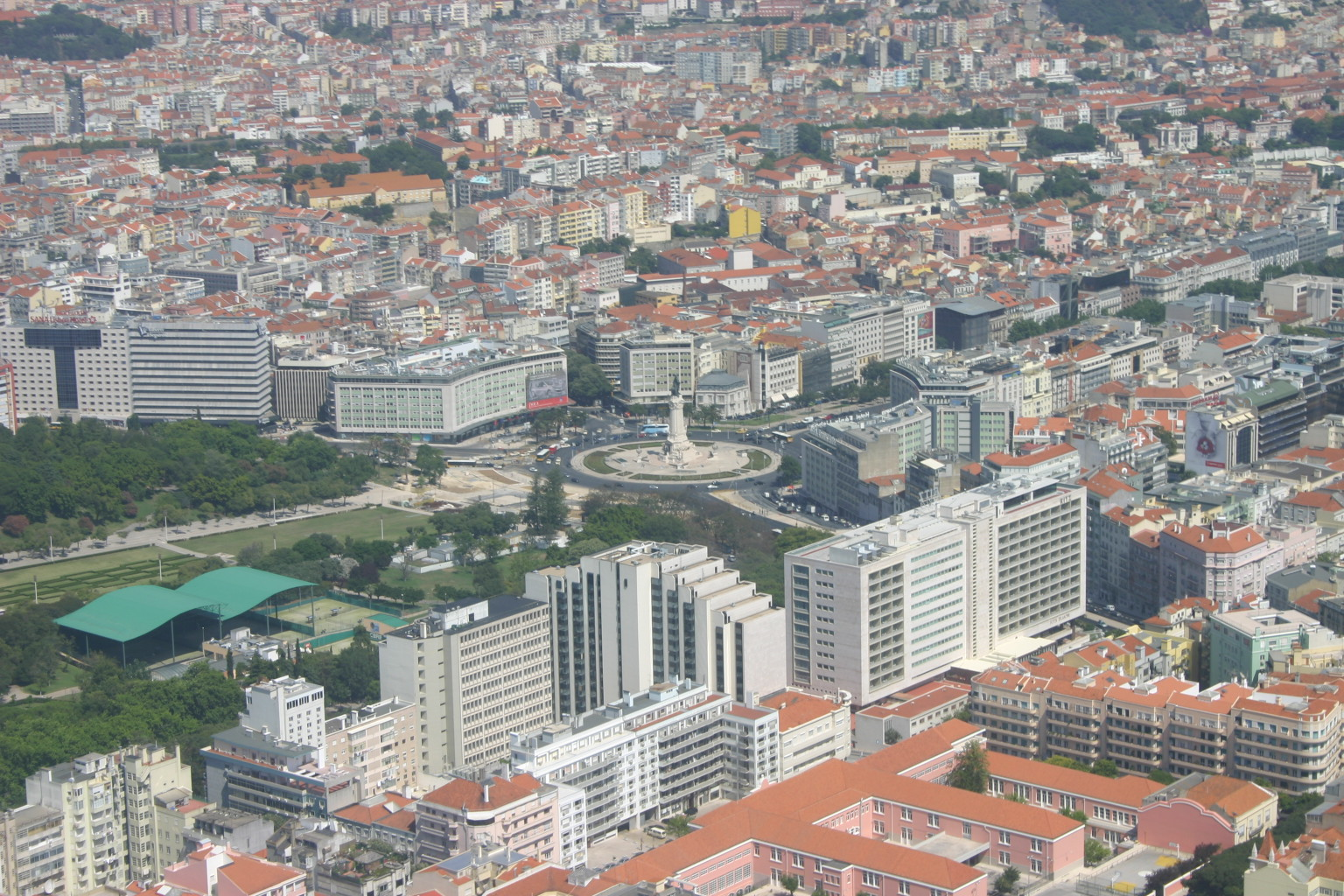
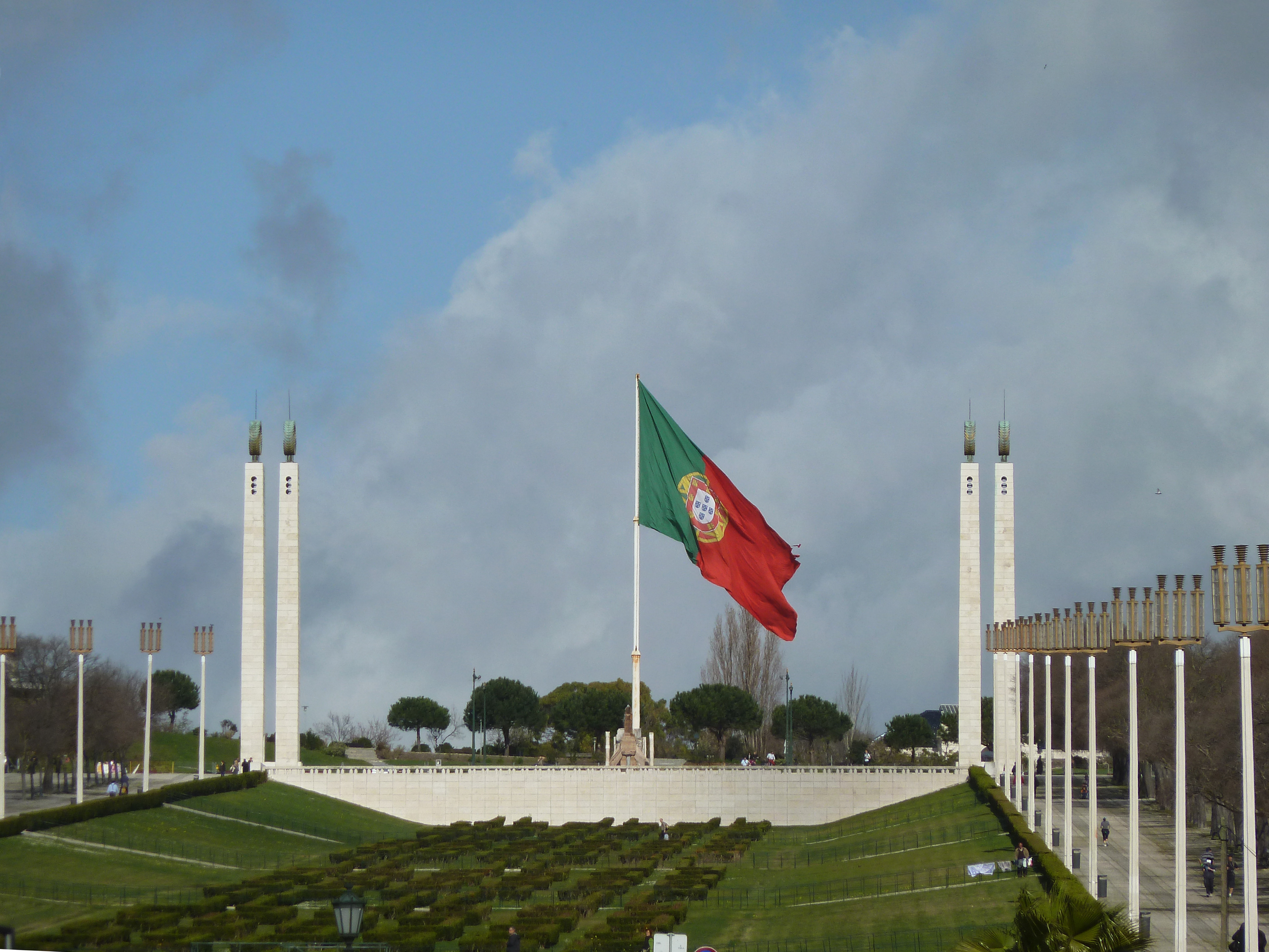
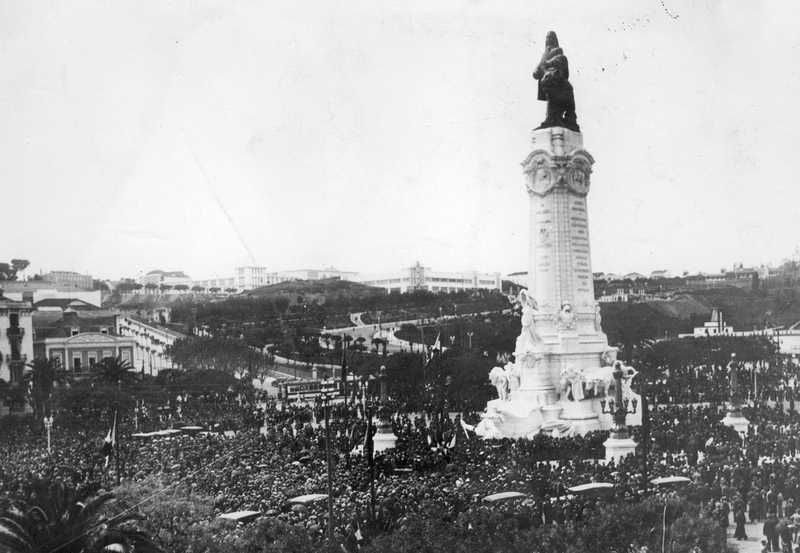